# ФК Ајакс
ФК Ајакс (хол. Amsterdamsche Football Club Ajax), холандски је професионални фудбалски клуб из Амстердама, који се такмичи у Ередивизији, највећем рангу фудбалских такмичења у Холандији. Назван по митском грчком јунаку, Ајанту, утакмице као домаћин игра на Јохан Кројф арени, која је отворена као Амстердам арена 1996. године, док је 2018. преименована у част Јохана Кројфа, који је умро 2016. године. Ајакс је најуспјешнији клуб у Холандији; освојио је титулу шампиона 36 пута, док је 20 пута освојио Куп Холандије (KNVB). У Ередивизији се такмичи од њеног оснивања 1956. године и заједно са ПСВ-ом и Фајенордом чини "велику тројку" која је доминирала у домаћим такмичењима.
Ајакс је један од најуспјешнијих клубова на свијету. Према међународној федерацији фудбалске историје и статистике (IFFHS), седми је најуспјешнији европски клуб 20. вијека и Свјетски клуб године 1992, док је четири пута добио награду за најбољи клуб Европе и пет пута за најбољи холандски спортски клуб. Гостујући дресови Ајакса за сезону 2013/14 добили су награду за фудбалски дрес године. Према њемачком часопису Кикер, Ајакс је други најуспјешнији клуб 20. вијека. Један је од пет клубова који су трофеј побједника Купа и Лиге шампиона добили у трајно власништво, за освојене три титуле шампиона Европе заредом, од 1971 до 1973, док је 1972. године освојио континенталну троструку круну (Ередивизију, Куп и Лигу шампиона), а годину касније освојио је први званично организовани УЕФА суперкуп, против Глазгов Ренџерса. Последњи међународни трофеј освојио је 1995. године, када је освојио Лигу шампиона, Интерконтинентални куп и Суперкуп Европе. У сезони 1995/96 изгубио је у финалу  Лиге шампиона од Јувентуса након једанаестераца. Часопис Ворлд сокер, прогласио је Ајакс Свјетским тимом године 1995.
Ајакс је један од три тима који је освојио континенталну троструку круну и Интерконтинентални куп или Свјетско клупско првенство исте сезоне, освојивши у сезони 1971/72, док су остали клубови Манчестер јунајтед 1999, Бајерн Минхен 2013 и Барселона двапут — 2009 и 2015. Ајакс је, уз Јувентус, Бајерн Минхен, Челси и Манчестер јунајтед, један од пет клубова који су освојили сва три европска такмичења, Лигу шампиона, Куп побједника купова и Куп УЕФА. Такође, освојио је Интерконтинентални куп, као и Куп Кари Рапан, претечу Интертото купа, у сезони 1961/62. У Лиги шампиона у сезони 2018/19, дошао је до полуфинала први пут након 1997, избацивши Јувентус у четвртфиналу. У полуфиналу, Ајакс је побиједио Тотенхем у првој утакмици у Лондону 1:0, док је у другој утакмици водио 2:0 на полувремену, али је у другом полувремену Лукас Мора постигао три гола, укључујући и гол за побједу у 96 минуту и Ајакс је испао због правила више датих голова у гостима.

## Постава
| Бр. |                           | Позиција | Играч             |
| --- | ------------------------- | -------- | ----------------- |
| 1   | Португалија               | Г        | Бруно Варела      |
| 2   | Холандија                 | О        | Пер Шурс          |
| 3   | Холандија                 | О        | Џоел Фелтман      |
| 4   | Мексико                   | О        | Едсон Алварез     |
| 5   | Сједињене Америчке Државе | О        | Кик Пиерие        |
| 6   | Холандија                 | С        | Дони ван де Бек   |
| 7   | Бразил                    | Н        | Давид Нерес       |
| 8   | Холандија                 | С        | Карл Еитинг       |
| 9   | Холандија                 | Н        | Клас−Јан Хунтелар |
| 10  | Србија                    | Н        | Душан Тадић (к)   |
| 11  | Холандија                 | Н        | Квинси Промес     |
| 12  | Мароко                    | О        | Нусаир Мазрауи    |
| 15  | Холандија                 | С        | Сием де Јонг      |
| 17  | Холандија                 | О        | Дејли Блинд       |

| Бр. |           | Позиција | Играч             |
| --- | --------- | -------- | ----------------- |
| 18  | Румунија  | С        | Разван Марин      |
| 19  | Мароко    | С        | Закарија Лабјад   |
| 21  | Аргентина | О        | Лисандро Мартинез |
| 22  | Мароко    | С        | Хаким Зијех       |
| 23  | Бурунди   | Н        | Ласина Траоре     |
| 24  | Камерун   | Г        | Андре Онана       |
| 26  | Холандија | С        | Јирген Екеленкамп |
| 27  | Холандија | С        | Ноа Ланг          |
| 29  | Холандија | С        | Рајан Гравенберх  |
| 31  | Аргентина | О        | Николас Таљафико  |
| 33  | Хрватска  | Г        | Доминик Котарски  |
| 35  | Холандија | Г        | Кјел Шерпен       |
| 41  | Холандија | О        | Јуриен Тимбер     |

## Трофеји

### Национални
- Првенство Холандије / Ередивизија
  - Првак (36) : 1917/18, 1918/19, 1930/31, 1931/32, 1933/34, 1936/37, 1938/39, 1946/47, 1956/57, 1959/60, 1965/66, 1966/67, 1967/68, 1969/70, 1971/72, 1972/73, 1976/77, 1978/79, 1979/80, 1981/82, 1982/83, 1984/85, 1989/90, 1993/94, 1994/95, 1995/96, 1997/98, 2001/02, 2003/04, 2010/11, 2011/12, 2012/13, 2013/14, 2018/19, 2020/21, 2021/22.
  - Вицепрвак (26) : 1927/28, 1929/30, 1935/36, 1945/46, 1960/61, 1962/63, 1968/69, 1970/71, 1977/78, 1980/81, 1985/86, 1986/87, 1987/88, 1988/89, 1990/91, 1991/92, 2002/03, 2004/05, 2006/07, 2007/08, 2009/10, 2014/15, 2015/16, 2016/17, 2017/18, 2024/25.
- Куп Холандије
  - Освајач (20) : 1916/17, 1942/43, 1960/61, 1966/67, 1969/70, 1970/71, 1971/72, 1978/79, 1982/83, 1985/86, 1986/87, 1992/93, 1997/98, 1998/99, 2001/02, 2005/06, 2006/07, 2009/10, 2018/19, 2020/21.
  - Финалиста (8) : 1967/68, 1977/78, 1979/80, 1980/81, 2010/11, 2013/14, 2021/22, 2022/23.
- Суперкуп Холандије
  - Освајач (9) : 1993, 1994, 1995, 2002, 2005, 2006, 2007, 2013, 2019.
  - Финалиста (10) : 1996, 1998, 1999, 2004, 2010, 2011, 2012, 2014, 2021, 2022.

### Међународни
- Куп европских шампиона / Лига шампиона
  - Освајач (4) : 1970/71, 1971/72, 1972/73, 1994/95.
  - Финалиста (2) : 1968/69, 1995/96.
- Куп победника купова
  - Освајач (1) : 1986/87.
  - Финалиста (1) : 1987/88.
- Куп УЕФА / Лига Европе
  - Освајач (1) : 1991/92.
  - Финалиста (1) : 2016/17.
- Интерконтинентални куп
  - Освајач (2) : 1972, 1995.
- Суперкуп Европе
  - Освајач (3) : 1972. (незванично), 1973, 1995.
  - Финалиста (1) : 1987.
- Интертото куп :
  - Освајач (1) : 1961/62.